# Ghraiba

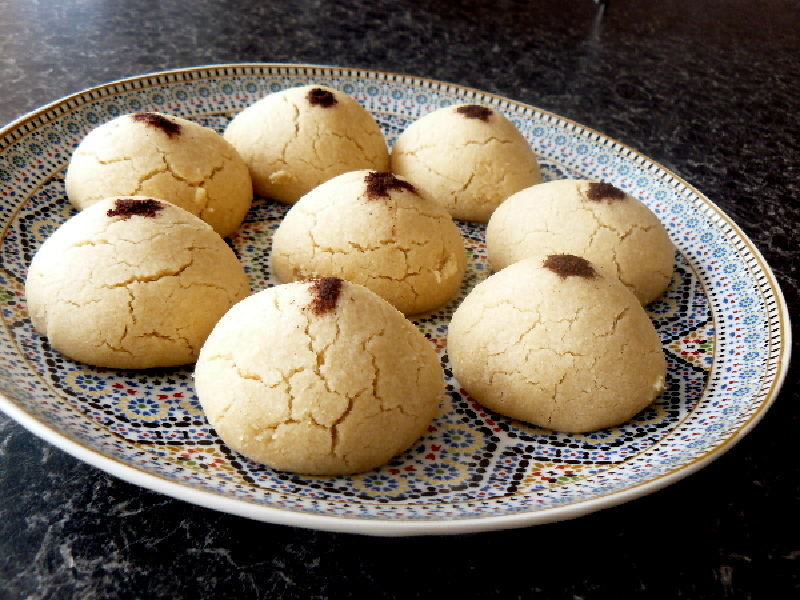
Algerische Ghribia

Ghraiba (arabisch غريبة, DMG ġuraiba) ist ein Sandteiggebäck, das unter verschiedenen Namen in Tunesien (Ghreiba, Ghraiba), Algerien (Ghribia) und Marokko (Ghoriba, Mantecao) verbreitet ist. Durch die Wahl von Zutaten entstehen zahlreiche Varianten. Als Mehl lassen sich Weizenmehl, Kichererbsenmehl oder noch andere Mehlsorten verwenden. Öl wie z. B. Erdnussöl kann die Butter ersetzen. Das Gebäck wird oft mit Zesten oder Vanille aromatisiert und mit Mandeln oder Nüssen verziert.